# Cadre-47/2-Weltmeisterschaft 1962

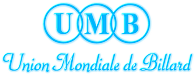
Logo UMB (ausrichtender Verband)

Veranstaltungsort: Düsseldorf

Die Cadre-47/2-Weltmeisterschaft 1962 war die 36. Weltmeisterschaft, die bis 1947 im Cadre 45/2 und ab 1948 im Cadre 47/2 ausgetragen wurde. Das Turnier fand vom 17. bis zum 21. Januar 1962 in Düsseldorf statt. Es war nach 1933 in Köln (Cadre 45/2) die zweite Cadre 47/2 Weltmeisterschaft in Deutschland und die erste WM, die von der 1959 neu gegründeten Union Mondiale de Billard (UMB) ausgerichtet wurde.

## Geschichte
Nach elf Jahren fand mal wieder eine Cadre 47/2 Weltmeisterschaft statt. Organisiert wurde sie vom in Düsseldorf beheimateten Billardclub Düsseldorfer Billardfreunde 1954. Stark involviert war Siegfried Spielmann. Trotz des dritten Platzes konnte er nicht seine beste Leistung abrufen. Sieger wurde der viermalige Europameister in der Freien Partie Jos Vervest aus Antwerpen in Belgien. Er beherrschte das Turnier mit allen Bestleistungen. Den Weltrekord in der Höchstserie (HS) verbesserte er auf 319. Den zweiten Platz konnte sich der 54-jährige Piet van de Pol aus Rotterdam sichern.

## Turniermodus
Es wurde im Round Robin System bis 400 Punkte gespielt. Bei MP-Gleichstand wird in folgender Reihenfolge gewertet:
1. MP = Matchpunkte
2. GD = Generaldurchschnitt
3. HS = Höchstserie

## Abschlusstabelle

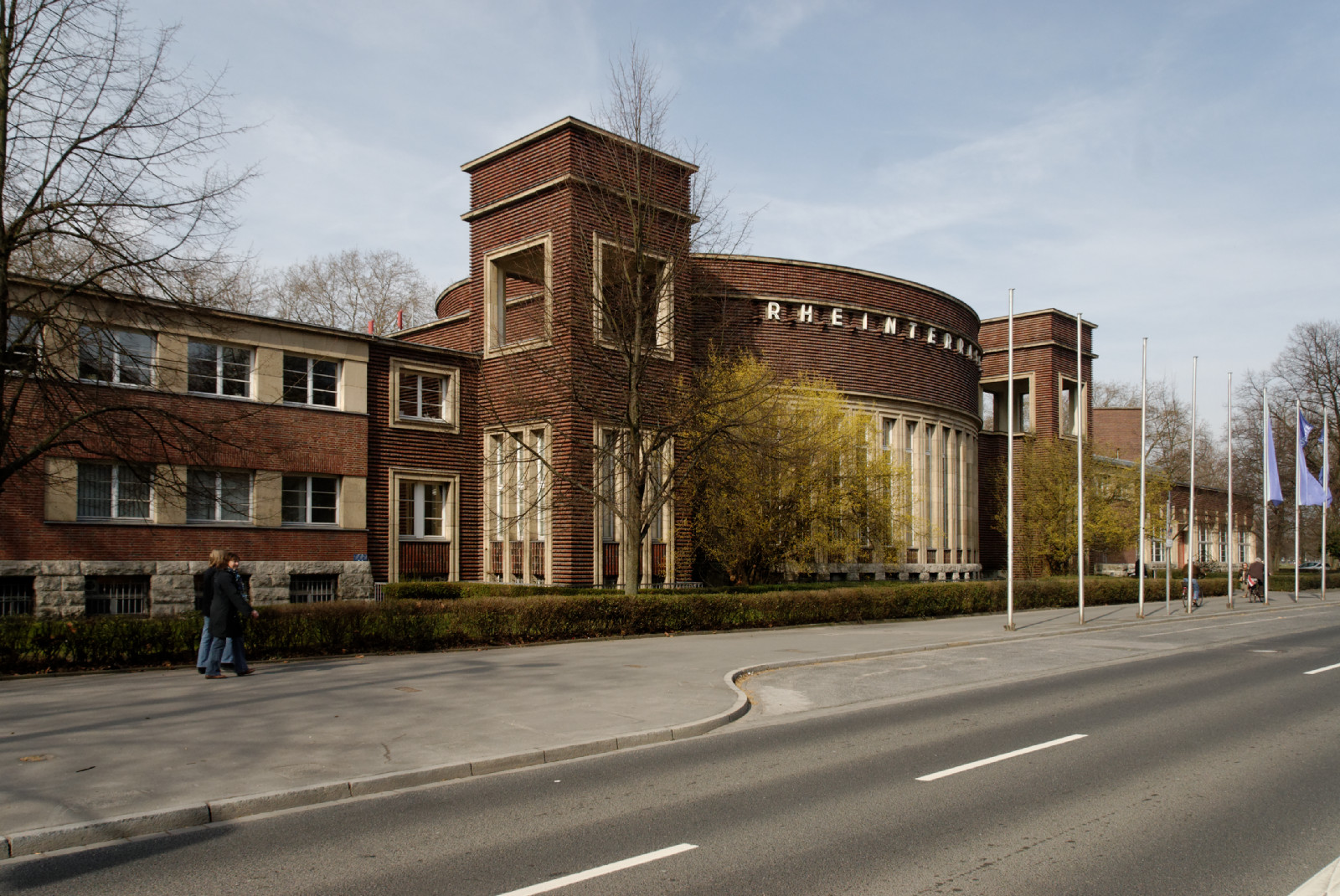
Rheinterrasse in Düsseldorf

| MP    | Match Points (Sieger = 2; Unentschieden = 1; Verlierer = 0) |
| Pkte. | Erzielte Karambolagen                                       |
| Aufn. | Benötigte Versuche                                          |
| GD    | Generaldurchschnitt                                         |
| BED   | Bester Einzeldurchschnitt eines Spielers                    |
| HS    | Höchstserie                                                 |
|       | Bester GD des Turniers                                      |
|       | Bester ED des Turniers                                      |
|       | Beste HS des Turniers                                       |
|       | 1. Platz (Gold)                                             |
|       | 2. Platz (Silber)                                           |
|       | 3. Platz (Bronze)                                           |

| Platz                      | Name                | MP   | Pkte. | Aufn. | GD    | BED    | HS  |
| -------------------------- | ------------------- | ---- | ----- | ----- | ----- | ------ | --- |
| 1                          | Joseph Vervest      | 16:0 | 3200  | 96    | 33,33 | 100,00 | 319 |
| 2                          | Piet van de Pol     | 14:2 | 2955  | 135   | 21,88 | 66,66  | 266 |
| 3                          | Siegfried Spielmann | 10:6 | 2787  | 126   | 22,11 | 36,36  | 127 |
| 4                          | August Tiedtke      | 10:6 | 2830  | 188   | 15,05 | 25,00  | 88  |
| 5                          | Robert Guyot        | 6:10 | 2336  | 141   | 16,56 | 36,36  | 139 |
| 6                          | Osvaldo Berardi     | 6:10 | 2370  | 186   | 12,74 | 20,00  | 91  |
| 7                          | Jacques Grivaud     | 4:12 | 2195  | 133   | 16,50 | 44,44  | 129 |
| 8                          | José Iglesias Diaz  | 4:12 | 2431  | 175   | 13,89 | 22,22  | 155 |
| 9                          | Salvador Orti Vélez | 2:14 | 2091  | 160   | 13,06 | 17,39  | 105 |
| Turnierdurchschnitt: 17,30 |                     |      |       |       |       |        |     |